# Mariusz Dmochowski

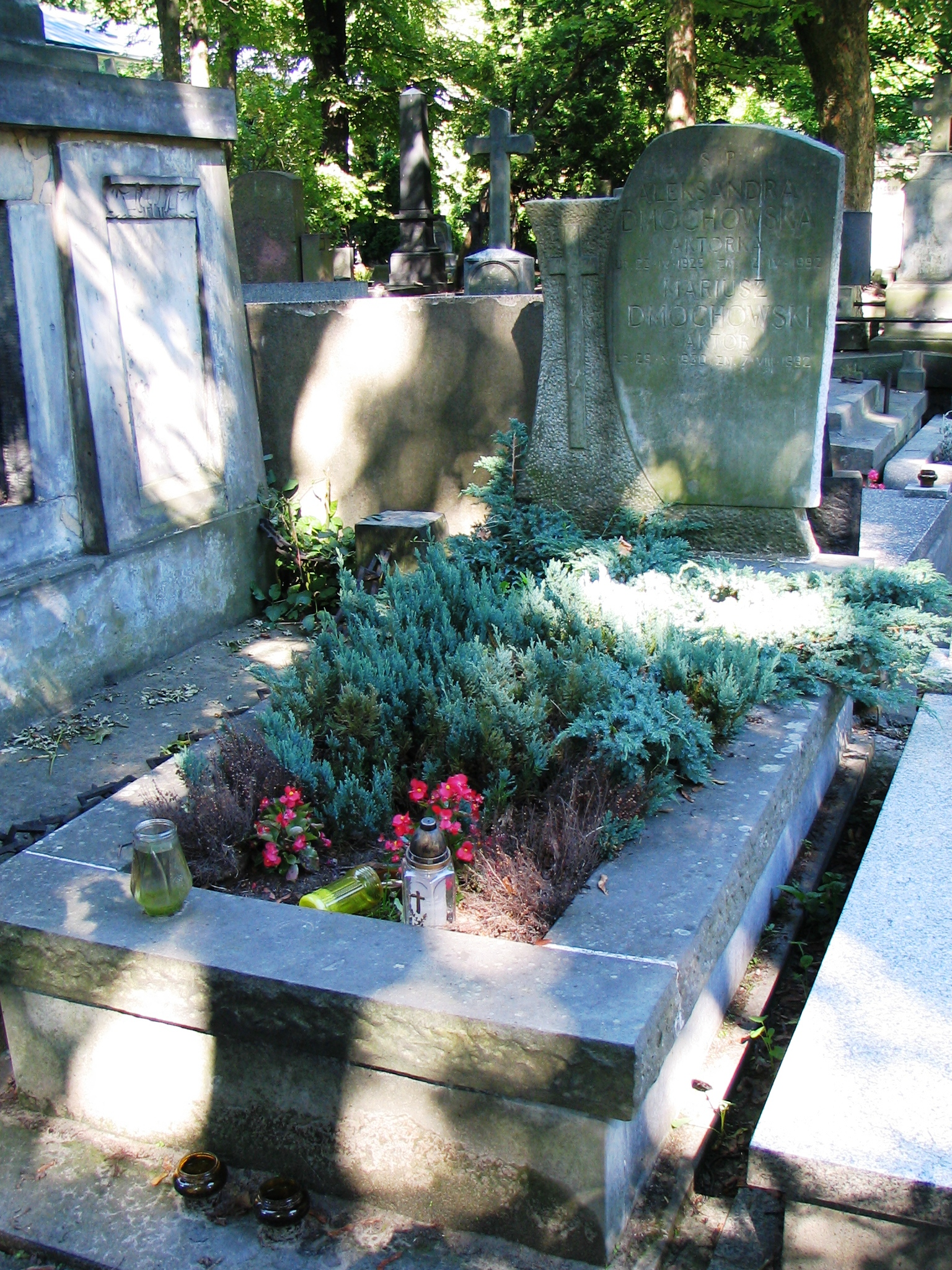
Grób Mariusza Dmochowskiego i jego żony Aleksandry na cmentarzu Powązkowskim w Warszawie, 27 lipca 2008

Mariusz Dmochowski (ur. 29 października 1930 w Piotrkowie Trybunalskim, zm. 7 sierpnia 1992 w Popowie-Parcelach) – polski aktor filmowy i teatralny, poseł na Sejm PRL VI i VII kadencji (1972–1980).

## Życiorys
W 1955 ukończył warszawską PWST i zadebiutował na scenie. Występował w teatrach warszawskich: Polskim (1955–1965), Powszechnym (1965–1968), Narodowym (1968–1974) i Nowym (1975–1982), którego był również dyrektorem naczelnym i artystycznym.
W 1974 został wybrany w skład Zarządu Głównego Towarzystwa Przyjaźni Polsko-Radzieckiej. Zasiadał też w Komitecie Dzielnicowym Polskiej Zjednoczonej Partii Robotniczej Warszawa-Śródmieście. Był przewodniczącym Zarządu Głównego Związku Pracowników Kultury i Sztuki. W latach 1972–1980 był posłem na Sejm PRL VI i VII kadencji, z ramienia PZPR.
W latach 1982–1987 ponownie występował na scenie Teatru Polskiego, a następnie Teatru Współczesnego (1987–1992). W latach 1973–1975 był dyrektorem Teatru Ziemi Opolskiej. 
W latach 80. XX wieku współpracował z opozycją demokratyczną, udostępniając w 1982 swój dom letniskowy na podziemną drukarnię, zlikwidowaną przez Służbę Bezpieczeństwa. Występował w przedstawieniach poetyckich w ramach Tygodnia Kultury Chrześcijańskiej. 
Jego żoną była aktorka Aleksandra Dmochowska (1929–1992), z którą miał córkę Elżbietę. 
Zmarł 7 sierpnia 1992 w Popowie-Parcelach i został pochowany na cmentarzu Powązkowskim w Warszawie (kwatera: 173-IV-15).

## Filmografia
- Eroica (1957) – por. Korwin-Makowski
- Dezerter (1958) – hauptsturmführer Franz Steiner
- Zezowate szczęście (1960) – oficer UB
- Przeciwko bogom (1961) – Piotr Doroń, brat Karola
- Panienka z okienka (1964) – książę Jerzy Ossoliński
- Samolot do Londynu (1964) – Joe Alex, agent Scotland Yardu
- Bicz Boży (1966) – ksiądz proboszcz
- Stawka większa niż życie (serial telewizyjny) (1967–1968) – gruppenführer Fischer (odc. 5. Ostatnia szansa)
- Hrabina Cosel (1968) – król August II Mocny
- Hrabina Cosel (serial telewizyjny) (1968) – król August II Mocny
- Lalka (1968) – Stanisław Wokulski
- Pan Wołodyjowski (1969) – hetman Jan Sobieski
- Przygody pana Michała (serial telewizyjny) (1969) – hetman Jan Sobieski
- Prawdzie w oczy (1970) – inż. Zawada, kierownik stalowni
- Czarne chmury (serial telewizyjny) (1973) – hetman Jan Sobieski
- Zazdrość i medycyna (1973) – Widmar, mąż Rebeki
- Bilans kwartalny (1974) – dyrektor zakładu
- Zaklęte rewiry (1975) – Pancer (głos)
- Barwy ochronne (1976) – prorektor Bolesław
- Blizna (1976) – Bolesław, przewodniczący Rady Narodowej w Olecku
- Trędowata (1976) – hrabia Barski, ojciec Melanii
- Sprawa Gorgonowej (1977) – prokurator Krynicki
- Żołnierze wolności (1977) – ranny pułkownik AK na noszach
- Golem (1979) – Holtrum, ojciec Rozyny i studenta
- Ojciec królowej (1979) – król Jan III Sobieski
- Kariera Nikodema Dyzmy (serial telewizyjny) (1980) – Jan Terkowski, szef gabinetu premiera
- Polonia Restituta (1980) – Wojciech Trąmpczyński, marszałek Sejmu Ustawodawczego
- Wojna światów – następne stulecie (1981) – szef stacji TV
- Widziadło (1983) – ksiądz Huk
- Miłość z listy przebojów (1984) – Stefan Ujma, ojciec Piotra
- O-Bi, O-Ba. Koniec cywilizacji (1985) – milioner
- C.K. Dezerterzy (1985) – generał
- Rajska jabłoń (1985) – aptekarz Filip, mąż Amelki
- Zmiennicy (serial telewizyjny) (1986) – Tadeusz Koniuszko, prezes Spółdzielczej Wytwórni Sprzętu Komunikacyjnego im. Borów Tucholskich, ojciec Mariana
- Alchemik Sendivius (1988) – mistrz Melchior
- Królewskie sny (1988) – cesarz Zygmunt Luksemburczyk
- Piłkarski poker (1988) – Kmita, prezes „Powiśla”
- Odbicia (1989) – profesor Bogusław Rylski (odc. 1, 2 i 4)
- Modrzejewska (serial telewizyjny) (1989) – Jan Chęciński, dyrektor teatru
- Do widzenia wczoraj. Dwie krótkie komedie o zmianie systemu (1993) – Władysław, były wojewoda

## Dubbing
- Dwunastu gniewnych ludzi (1957) jako ławnik nr 3 (druga wersja dubbingowa)
- Waterloo (1970) jako generał brygady wicehrabia Charles de La Bédoyère
- Sześć żon Henryka VIII (1973) jako król Henryk VIII

## Odznaczenia i nagrody
- Krzyż Kawalerski Orderu Odrodzenia Polski (1970)
- Order Sztandaru Pracy II klasy (1975)
- Medal 30-lecia Polski Ludowej (1974)
- Medal „Za zasługi dla obronności kraju” (1978)
- Odznaka 1000-lecia Państwa Polskiego (1967)[4]
- Odznaka „Zasłużony Działacz Kultury” (1971)
- Złota Odznaka honorowa „Za Zasługi dla Warszawy” (1970)[5]
- Nagroda Komitetu do Spraw Radia i Telewizji – dwukrotnie (1966 i 1968)
- Nagroda na VII Międzynarodowym Festiwalu Filmowym w Panamie za rolę Stanisława Wokulskiego w filmie Lalka w reż. Wojciecha Jerzego Hasa (1969)
- Nagroda Miasta Stołecznego Warszawy (1969)
- Medal „Za zasługi w rozwoju współpracy kulturalnej między Polską a Związkiem Radzieckim” (przyznany przez ZG TPPR, 1974)[6]
- „Srebrna Maska” w plebiscycie „Expressu Wieczornego” na najpopularniejszego aktora (1970)
- Nagroda Ministra Kultury i Sztuki I stopnia w dziedzinie teatru za osiągnięcia w działalności teatralnej i twórczości aktorskiej (1973)
- Nagroda na XVI KST w Kaliszu za rolę mecenasa w spektaklu Adwokat i róże Jerzego Szaniawskiego w Teatrze Nowym w Warszawie (1976)
- Nagroda na XVII KST w Kaliszu za rolę Kleona w spektaklu Zapomnieć o Herostratesie Grigorija Gorina w Teatrze Nowym w Warszawie
- Nagroda na V Opolskich Konfrontacjach Teatralnych za rolę Ksawerego Horsztyńskiego w spektaklu Horsztyński Juliusza Słowackiego w Teatrze Nowym w Warszawie (1979)
- Nagroda na Międzynarodowym Festiwalu Filmowym w San Remo za rolę Józefa w filmie Cień już niedaleko (1986)